# Access (carta di credito)
Access fu una carta di credito introdotta nel 1972 in Gran Bretagna da 4 grandi banche, NatWest, Midland, Lloyds Bank e la Royal Bank of Scotland contro la rivale Barclaycard.
Fu anche distribuita nell'Irlanda del Nord e nella Repubblica d'Irlanda, da banche come la Ulster Bank, una sussidiaria di Natwest e la Bank of Ireland, una public limited company.
Fu rilevata da MasterCard nel 1996.